# Dave Filoni
Dave Filoni (Pennsylvania, 7 juni 1974) is een Amerikaanse tekenfilmregisseur, animator, scenarioschrijver, uitvoerend producent en stemacteur. Hij is het meest bekend voor zijn werk aan Avatar: De Legende van Aang en Star Wars: The Clone Wars.

## Biografie
Dave Filoni werd op 7 juni 1974 geboren in Mount Lebanon Pennsylvania, waar hij naar school ging en aan de universiteit liep. Reeds op jonge leeftijd raakte Filoni in de ban van Star Wars en van cartoons. In 2005 werd hij door Michael Dante DiMartino en Bryan Konietzko aangetrokken om te helpen met de ontwikkeling van Avatar: De Legende van Aang. Zo regisseerde hij meerdere afleveringen van het eerste seizoen en schreef hij mee aan een aflevering uit het tweede seizoen.

In de Star Wars Show vertelde Filoni dat hij na het succes van Avatar: De Legende van Aang door Lucasfilm Animation werd aangetrokken om een animatiefilm en serie te ontwikkelen over de Kloonoorlogen. 

## Filmografie
| Jaar              | Functie                                                                  | Productie                          | Opmerking                                                                                    |
| ----------------- | ------------------------------------------------------------------------ | ---------------------------------- | -------------------------------------------------------------------------------------------- |
| 2005              | Regisseur Schrijver                                                      | Avatar: De Legende van Aang        | 9 afleveringen 1 aflevering                                                                  |
| 2008              | Regisseur                                                                | Star Wars: The Clone Wars          | Film                                                                                         |
| 2008 - 2014, 2020 | Regisseur Supervising Director Schrijver Stemacteur                      | Star Wars: The Clone Wars          | 5 afleveringen 87 afleveringen 1 aflevering Diverse bijrollen zoals Embo en Chopper          |
| 2014 - 2018       | Regisseur Supervising Director Schrijver Uitvoerend producent Stemacteur | Star Wars Rebels                   | 3 afleveringen 34 afleveringen 5 aflevering 55 afleveringen Diverse personages zoals Chopper |
| 2017 - heden      | Uitvoerend producent Stemacteur                                          | Star Wars Forces of Destiny        | 2 afleveringen Diverse personages zoals Chopper                                              |
| 2018              | Stemacteur                                                               | LEGO Star Wars: All-Stars          | De stem van Chopper                                                                          |
| 2018 - 2020       | Schrijver Uitvoerend producent Stemacteur                                | Star Wars Resistance               | 38 afleveringen 38 afleveringen Diverse personages zoals Bo Keevil                           |
| 2019- heden       | Schrijver Regisseur Uitvoerend producent Acteur                          | The Mandalorian                    | 4 afleveringen 3 afleveringen 17 afleveringen Acteur van Trapper Wolf                        |
| 2021              | Schrijver Uitvoerend producent Stemacteur                                | Star Wars: The Bad Batch           | 32 afleveringen 32 afleveringen De stem van Chopper                                          |
| 2021 - 2022       | Schrijver Uitvoerend producent Regisseur                                 | The Book of Boba Fett              | 1 aflevering 7 afleveringen 1 aflevering                                                     |
| 2022              | Schrijver Uitvoerend producent Supervising Director                      | Star Wars: Tales of the Jedi       | 6 afleveringen 2 afleveringen 1 aflevering                                                   |
| 2023              | Schrijver Uitvoerend producent Regisseur Stemacteur                      | Ahsoka                             | 8 afleveringen 8 afleveringen 2 afleveringen De stem van Chopper                             |
| 2024              | Schrijver Uitvoerend producent Regisseur                                 | Star Wars: Tales of the Empire     | 6 afleveringen                                                                               |
| 2024-2025         | Uitvoerend producent                                                     | Star Wars: Skeleton Crew           | 8 afleveringen                                                                               |
| 2025              | Schrijver Uitvoerend producent                                           | Star Wars: Tales of the Underworld | 6 afleveringen                                                                               |